# سیلواسا
سیلواسا(ماراتی: सिल्वासा , گجراتی: સેલ્વાસ) شهری در غرب هند واقع در قلمرو دادرا و نگر حویلی و دامان و دیو است.

## جمعیت
این شهر بر اساس سرشماری سال ۲۰۰۱، ۲۱۸۹۰ نفر جمعیت دارد که اکثر آنها به زبانهای ماراتی و گجراتی تکلم می کنند.

## جغرافی
این شهر از سطح دریا ۳۲ متر ارتفاع دارد.